# Nowe Młodochowo
Nowe Młodochowo – wieś sołeckaw Polsce położona w województwie mazowieckim, w powiecie płońskim, w gminie Raciąż.
| SIMC    | Nazwa            | Rodzaj    |
| ------- | ---------------- | --------- |
| 0123850 | Stare Młodochowo | część wsi |

W latach 1975–1998 miejscowość administracyjnie należała do województwa ciechanowskiego.